# Pax Europaea

Ampliació històrica de la Unió Europea

Pax Europaea (terme creat prenent Pax Romana de model), és el període de pau relativa experimentat per l'Europa del nord i l'Europa cccidental (incloent-hi Grècia i Turquia) a continuació del final de la Segona Guerra Mundial. Sovint aquesta pau s'associa amb la creació de la Unió Europea i els seus precedents. Després de la Guerra Freda aquesta pau es va estendre a la majoria de l'Europa central i de l'est amb l'excepció de la Iugoslàvia de la dècada de 1990. Precisament per raó de l'esclat d'aquest conflicte la Unió Europea va ser criticada per no aconseguir evitar-lo però actualment els estats de l'antiga Iugoslàvia es troben dins la influència de la Unió Europea.
El període que va des de 1945 fins a l'actualitat ha estat el de més durada de la pau a l'Europa occidental continental des de la Pax Romana.